# Fromental
Fromental is een gemeente in het Franse departement Haute-Vienne (regio Nouvelle-Aquitaine) en telt 534 inwoners (2004). De plaats maakt deel uit van het arrondissement Bellac.

## Geografie
De oppervlakte van Fromental bedraagt 23,0 km², de bevolkingsdichtheid is 23,2 inwoners per km².

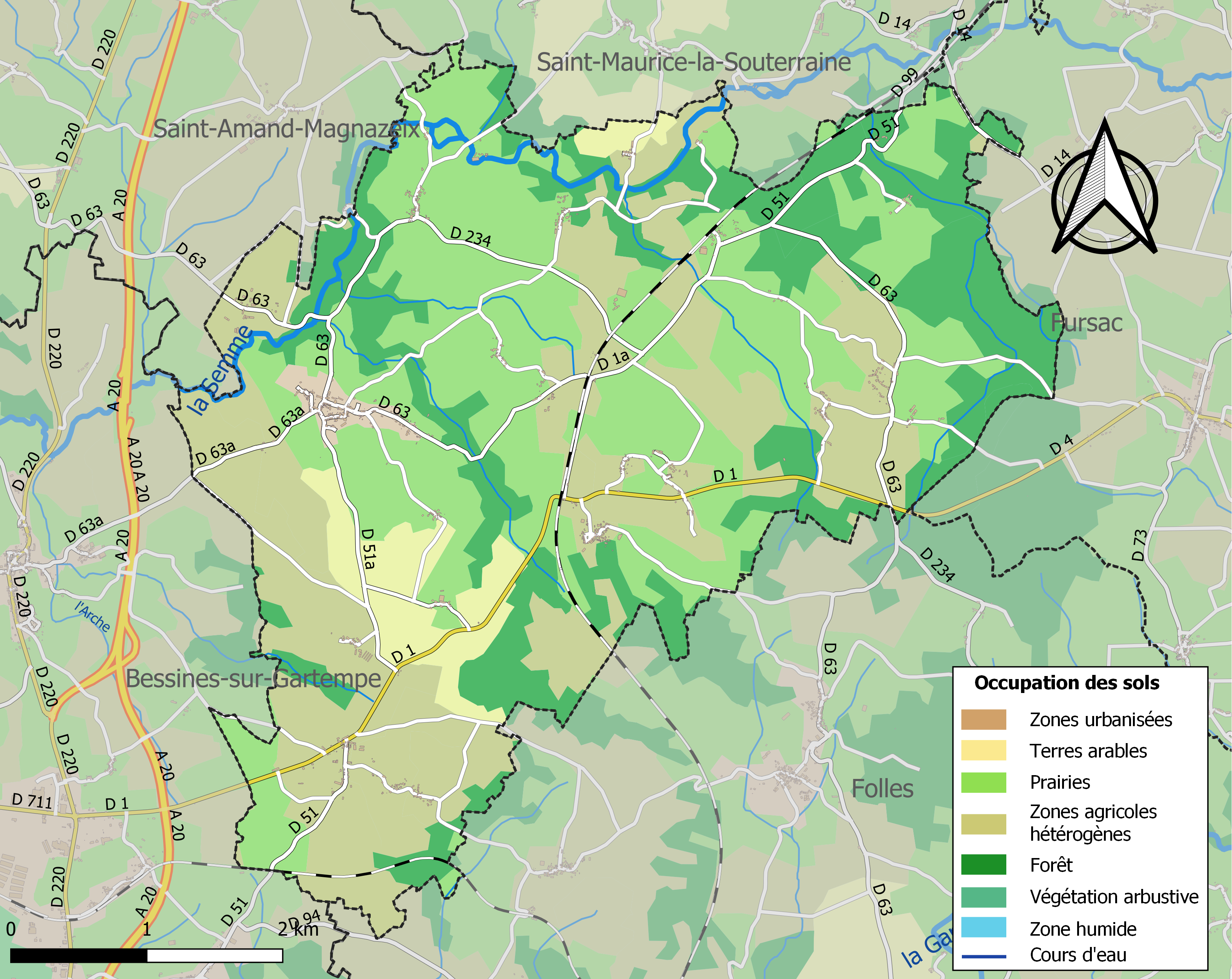
Kaart van de gemeente met de belangrijkste infrastructuur, bodemgebruik en omliggende gemeenten

## Verkeer en vervoer
In de gemeente ligt de spoorweghalte Fromental.

## Demografie
Onderstaande figuur toont het verloop van het inwonertal (bron: INSEE-tellingen).